# The Script (album)
The Script è l'album di debutto del gruppo rock irlandese The Script, pubblicato in Irlanda l'8 agosto 2008. L'album è riuscito ad arrivare al primo posto della classifica degli album più venduti sia in Irlanda che nel Regno Unito. Le copie vendute a livello mondiale sono circa 1 800 000.

## Tracce
Edizione standard
1. We Cry – 3:43 (Steve Kipner, Andrew Frampton, Mark Sheehan, Daniel O'Donoghue, Glen Power)
2. Before the Worst – 3:23 (Mark Sheehan, Daniel O'Donoghue, Glen Power)
3. Talk You Down – 3:50 (Mark Sheehan, Daniel O'Donoghue)
4. The Man Who Can't Be Moved – 4:01 (Steve Kipner, Andrew Frampton, Mark Sheehan, Daniel O'Donoghue)
5. Breakeven – 4:22 (Steve Kipner, Andrew Frampton, Mark Sheehan, Daniel O'Donoghue)
6. Rusty Halo – 3:35 (Mark Sheehan, Daniel O'Donoghue)
7. The End Where I Begin – 3:34 (Mark Sheehan, Daniel O'Donoghue)
8. Fall For Anything – 4:33 (Mark Sheehan, Daniel O'Donoghue)
9. If You See Kay – 3:12 (Mark Sheehan, Daniel O'Donoghue, Tony McGuinness)
10. I'm Yours – 4:13 (Daniel O'Donoghue)

Bonus track (Edizione deluxe Stati Uniti d'America e Brasile)
1. Anybody There – 2:59 (Mark Sheehan, Daniel O'Donoghue)

## Premi e riconoscimenti
Nel 2009 l'album ha ottenuto un premio ai Meteor Awards, nella categoria Best Irish Album.

## Classifiche
| Classifica (2010)  | Posizione massima |
| ------------------ | ----------------- |
| Australia          | 9                 |
| Austria            | 39                |
| Belgio (Fiandre)   | 66                |
| Belgio (Vallonia)  | 52                |
| Danimarca          | 15                |
| Finlandia          | 33                |
| Francia            | 38                |
| Irlanda            | 1                 |
| Italia             | 38                |
| Nuova Zelanda      | 15                |
| Paesi Bassi        | 25                |
| Regno Unito        | 1                 |
| Spagna             | 71                |
| Stati Uniti        | 64                |
| Stati Uniti (rock) | 16                |
| Svezia             | 6                 |
| Svizzera           | 16                |